# Camille Enlart
Camille Enlart, né le 22 novembre 1862 à Boulogne-sur-Mer dans une famille de magistrats et mort le 14 février 1927 à Paris, est un archéologue et historien de l'art français. Il s'est intéressé au Moyen Âge et a pratiqué la photographie.

## Biographie
Après avoir appris le dessin à l'École des beaux-arts (atelier de Bouguereau), il se tourne vers le droit, puis entre à l'École des chartes en 1885 d'où il sort major en 1889 avec une thèse intitulée « Monuments religieux de l'architecture romane dans les diocèses d'Amiens, d'Arras et de Thérouanne ».
En 1893, il est nommé sous-bibliothécaire à l'École des beaux-arts après un voyage de deux ans en Italie. Entre 1894 et 1899, il est suppléant de Robert Charles de Lasteyrie à l'École des chartes. Il enseigne l'archéologie médiévale à l'École spéciale d'architecture et à l'École du Louvre.
En 1903, il devient directeur du musée de sculpture comparée ; il occupe ce poste jusqu'à sa mort.
Il a pratiqué la photographie, en particulier lors de ses nombreux voyages en Espagne, Portugal, Scandinavie, Syrie et Chypre, où il étudie le rayonnement de l'art gothique hors de France. Durant sa carrière, il milite pour l'abandon du terme « gothique » au profit du terme « art français », traduction du terme latin opus francigenum utilisé au Moyen Âge : pour lui, la désignation « gothique » renvoyait au monde germanique, dans le contexte de l'après guerre franco-allemande de 1870.
Au cours de ses deux principales missions à Chypre, en 1896 et 1901, il rapporte des œuvres achetées ou trouvées sur place ; il offre au musée du Louvre le fragment du tombeau d'un prince Lusignan et lègue la quasi-totalité de ses collections, chypriotes ou non, à la bibliothèque et au musée de Boulogne-sur-Mer.

### Sociétés savantes
Il est membre de l'École française de Rome et entre à l'Académie des inscriptions et belles-lettres le 6 février 1925.
Il était membre de nombreuses sociétés savantes : la Société des antiquaires de France (dont il devient président en 1917), la Société des antiquaires de la Morinie, la Société académique de l'arrondissement de Boulogne-sur-Mer, l'Académie des sciences, lettres et arts d'Arras, la Société des antiquaires de Picardie, la commission départementale des monuments historiques du Pas-de-Calais.

### Décoration
- Chevalier de la Légion d'honneur (1911)
- 1896 : Académie des inscriptions et belles-lettres - Prix Louis Fould pour ses deux ouvrages : I. Origines françaises de l'architecture gothique en Italie ; II. Monuments religieux de l'architecture romane et de transition dans la région picarde

## Principales publications
- « Monuments religieux de l'architecture romane dans les diocèses d'Amiens, d'Arras et de Thérouanne ». Positions de thèse. Paris : École des chartes, 1889 ; ouvrage publié en 1895 à Amiens
- Origines de l'architecture gothique en Italie. Paris : Bibliothèque des Écoles françaises d'Athènes et de Rome, 1894
- L'Art gothique et la renaissance en Chypre : illustré de 34 planches et de 421 figures, t. 1, Paris, E. Leroux, 1899, 416 p. (lire en ligne)
- Rouen, Paris, H. Laurens, 1906, 164 p. (lire en ligne)
- Manuel d'archéologie française, depuis les temps mérovingiens jusqu'à la Renaissance
  - T. I : Architecture religieuse, Paris, Picard, 1902, 816 p. 2e éd. augm. : Paris, 1919-1920, 938 p.
  - T. II : Architecture civile et militaire, Paris, Picard, 1904, 856 p. 2e éd. augm. : Architecture civile, Paris, Picard, 1929. Architecture militaire, Paris, Picard, 1932
  - T. III : Costumes, Paris, Picard, 1916, 856 p. L'ouvrage complet comporte donc cinq volumes in-8o, plus un de tables et d'index.
- Hôtel et beffrois du nord de la France : Moyen Âge et Renaissance, Paris, H. Laurens, 1919, 64 p.
- Villes mortes du Moyen Âge, Paris, É. de Boccard, 1920, 164 p.
- Les Monuments des Croisés dans le Royaume de Jérusalem ; préf. de Paul Léon. Paris, Librairie orientaliste Paul Geuthner, 1925-1929, 2 vol. in-4° et un album de planches ;
- Manuel d'archéologie : la Renaissance en France, architecture et sculpture. Paris, ouvrage posthume, 1928

### Ouvrages collectifs
- André Michel (dir.), Histoire de l'art depuis les premiers temps chrétiens jusqu'à nos jours, collab. de Camille Enlart et al., ouvrage posthume. Paris, A. Colin, 1929
- Collaboration à La Picardie Historique et monumentale, publiée par la Société des antiquaires de Picardie, tome relatif à l'arrondissement de Péronne

## Photographies

Photographies de Camille Enlart
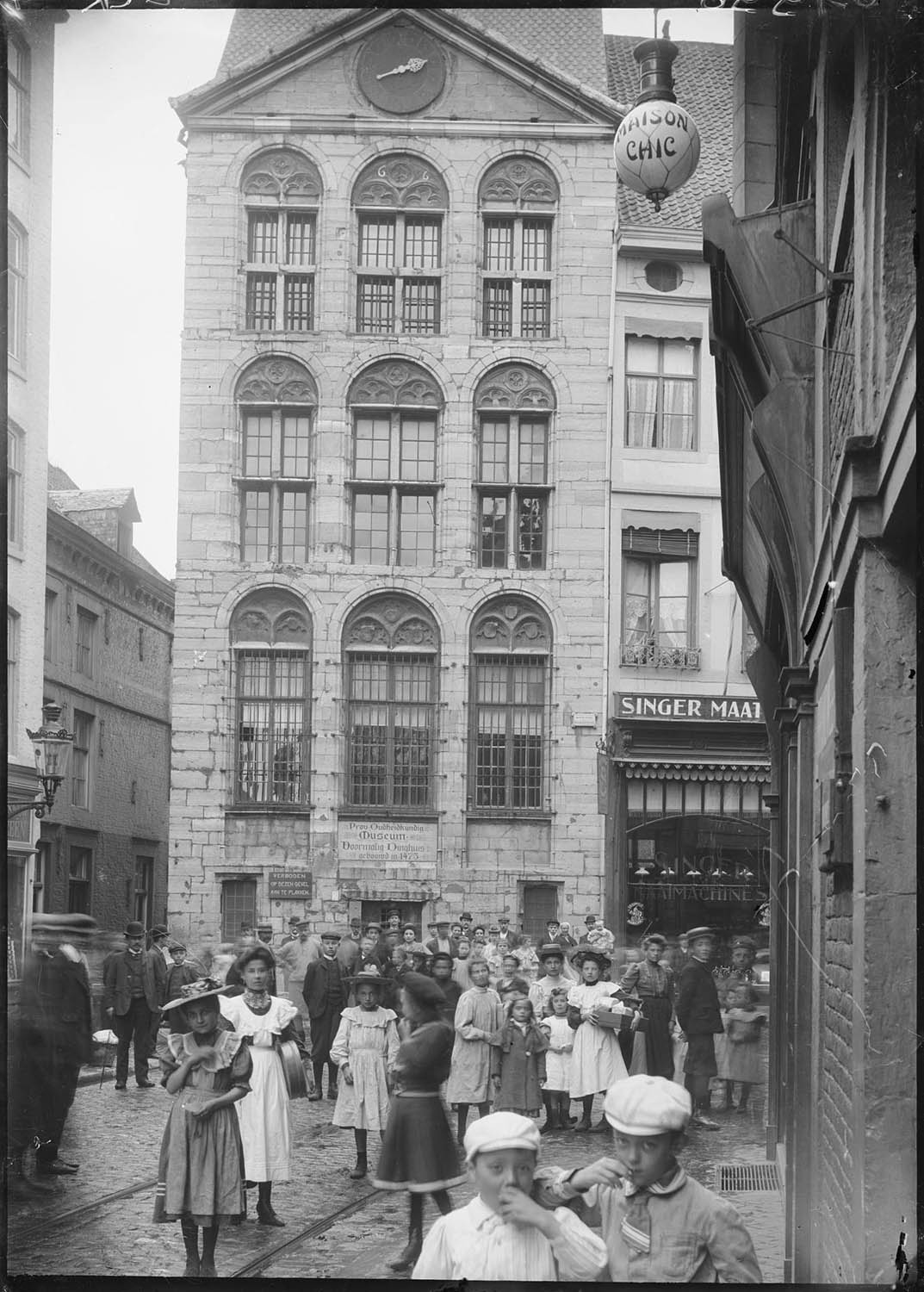
Le Dinghuis, Maastricht, Pays-Bas.
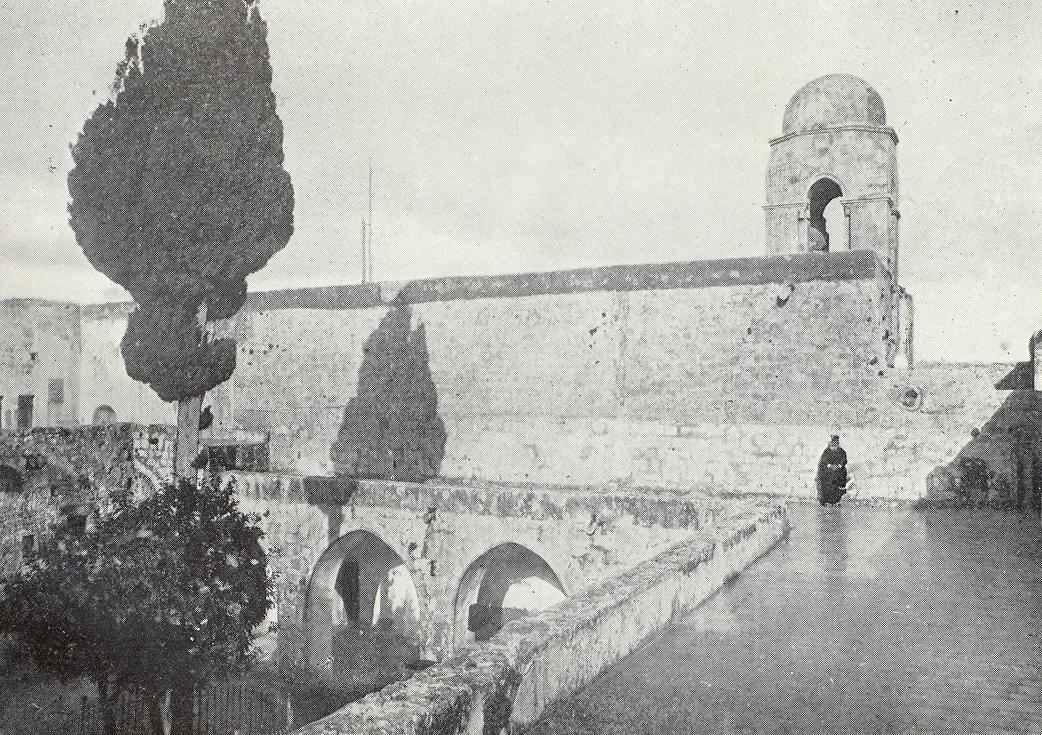
L'abbaye cistercienne de Belmont en Syrie, 1921.
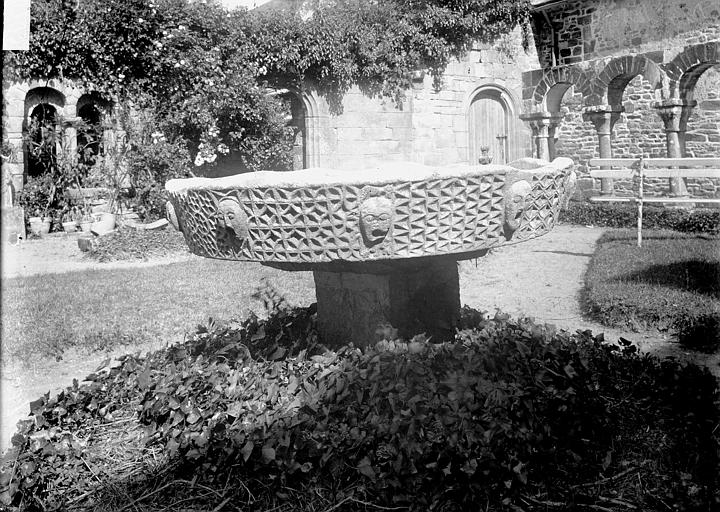
La vasque de l'abbaye de Daoulas, Finistère, au début du XXe siècle.
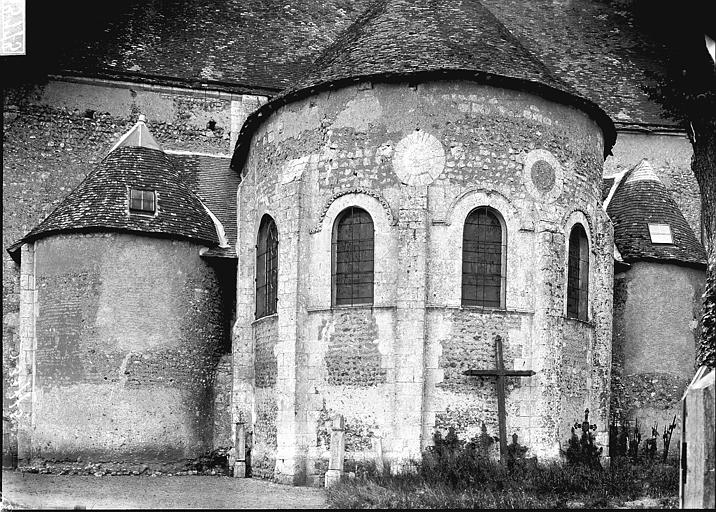
Abside de l'église Saint-Jean de la Chaîne, Châteaudun, Eure-et-Loir.
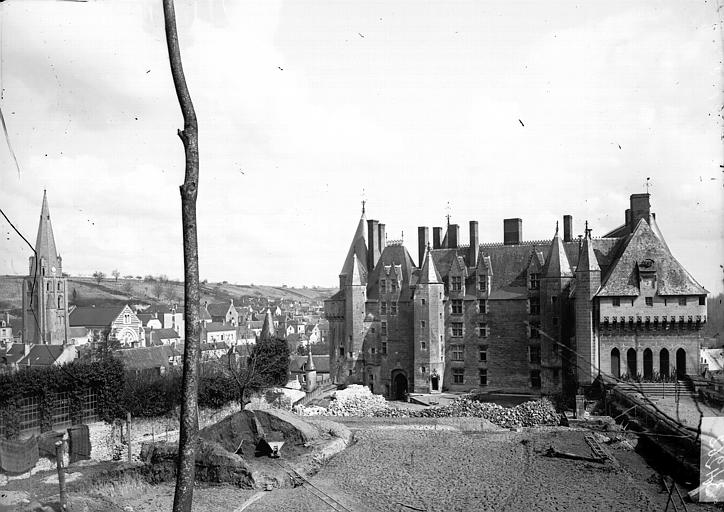
Château de Langeais, Indre-et-Loire.